# Don Haskins
Donald Lee Haskins, detto Don (Enid, 14 marzo 1930 – El Paso, 7 settembre 2008), è stato un cestista e allenatore di pallacanestro statunitense, membro del Naismith Memorial Basketball Hall of Fame dal 1997 in qualità di allenatore.

## Carriera
Ha giocato per tre anni all'Oklahoma A&M College (ora Oklahoma State University) del coach Henry Iba ed è stato il capo allenatore dei Miners di Texas Western College (rinominato Università del Texas a El Paso nel 1967) dal 1961 al 1999. È ricordato soprattutto per avere vinto il titolo NCAA del campionato di Division I del 1966, quando la sua squadra ha sconfitto i "Wildcats" dell'Università del Kentucky (allenati da Adolph Rupp) schierando in finale solo giocatori afroamericani.
Durante la sua permanenza a Texas Western ha collezionato un record di 719 vittorie e soltanto 353 sconfitte. Nel 1997 è stato inserito nella Naismith Memorial Basketball Hall of Fame come allenatore mentre la sua squadra del 1966 è stata inserita come team nella Basketball Hall of Fame.
Nel 2006 venne girato in suo onore il film Glory Road - Vincere cambia tutto che narra la storia del titolo NCAA vinto 40 anni prima.

## Palmarès
- Campione NCAA (1966)
- 7 stagioni regolari WAC (1970, 1983–1987, 1992)
- 4 tornei WAC (1984, 1986, 1989, 1990)
- Naismith Memorial Basketball Hall of Fame nel 1997 [2]
- National Collegiate Basketball Hall of Fame nel 2006 [3]